# ミュート・レコード
ミュート・レコード（Mute Records）は、1978年に創立されたイギリスのインディーズ・レコード・レーベルである。初期は、デペッシュ・モードをはじめとするエレクトロニックが中心で、2002年にEMIに買収、その後も所有権は複数の大手レコード会社に委託されたが、一貫して創始者のダニエル・ミラーに全権が任されている。
レーベル内にサブ・レーベルを抱えており、テクノ・ハウスのアーティストを抱えるNova Mute、オルタナティブロックからパン・ソニックなどのノイズ・ミュージックなども扱うBlast First、1980年代のインダストリアル・ミュージックなどのアーティストの復刻盤を扱うThe Gray Areaなどが存在していたが、現在はその多くが休止または独立（Blast First Petite）したりしている。
レーベル運営と並行して、音楽出版会社ミュート・ソング（Mute Song）によるパブリッシングにも精を出しており、ミュート・レコードに所属しているアーティストのほか、デペッシュ・モードやニック・ケイヴ・アンド・ザ・バッドシーズのようにかつてはレーベルに所属していたアーティストが楽曲の権利の管理を託していたり、アンダーワールド（およびカール・ハイド）のように版権管理のみを託しているケースもある。

## 主な所属アーティスト
- デペッシュ・モード
  - ヤズー
  - リコイル
  - デイヴ・ガーン
  - マーティン・L・ゴア/MG
- イレイジャー
- ニック・ケイヴ
  - ニック・ケイヴ・アンド・ザ・バッドシーズ（英語版）
  - グラインダーマン
- モービー
- アインシュテュルツェンデ・ノイバウテン
- スロッビング・グリッスル
- キャバレー・ヴォルテール
- サイキックTV
- ニッツァー・エブ
- ライバッハ
- マーク・スチュワート
- ゴールドフラップ
- パン・ソニック
- ジュノ・リアクター
- SPK
- M83
- DAF
- レネゲイド・サウンドウェイヴ
- ジョン・スペンサー・ブルース・エクスプロージョン
- カン
- ニュー・オーダー
- テレックス

注：過去に所属していたアーティストも含む。